# Obedas proboscideus
Obedas proboscideus är en insektsart som beskrevs av Jacobi 1910. Obedas proboscideus ingår i släktet Obedas och familjen Tropiduchidae. Inga underarter finns listade i Catalogue of Life.